# Angora (rasa królika)

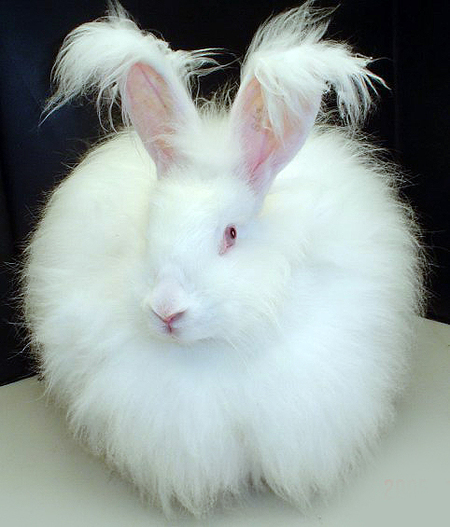
Królik angora biała czerwonooka

Angora – długowłosa rasa królika domowego, zaliczana do ras typu średniego. Jest jedną z najstarszych ras. Charakteryzuje się długim, miękkim włosem. Jest rasą użytkowaną jako zwierzę wełniste, ale jest również utrzymywana jako rasa hobbystyczna. Główną trudnością w chowie tych królików jest tendencja do spilśniania się okrywy włosowej przy niewłaściwej pielęgnacji. Pochodzenie rasy nie zostało dokładnie potwierdzone. Co prawda nazwa wskazuje na Ankarę (dawniej Angora) w Turcji, jednak wypracowanie tej rasy jest przypisane hodowcom z Anglii.

## Charakterystyka rasy[3]
- Masa królika angorskiego wynosi: 3–5 kg.
- Okrywa włosowa biała lub kolorowa odpowiednia do danej odmiany barwnej[2].
- Długość włosów (przędnych) może wynosić ponad 15 cm (a nawet 30 cm)[4].

Istniejące odmiany barwne:
- Biała czerwonooka,
- Biała niebieskooka,
- Czarna,
- Niebieska,
- Marburska,
- Hawana,
- Żółta,
- Rosyjska czarna,
- Czerwona,
- Szara,
- Szynszylowa,
- Madagaskarowa.